# ワンダー・ガールズ 東方三侠
『ワンダー・ガールズ 東方三侠』（ワンダー・ガールズ とうほうさんきょう、原題：東方三俠）は、1993年の香港のアクション映画。

## ストーリー
清朝復活を企む魔の組織とワンダー・ウーマンの戦いを描く。

## 出演
※括弧内は日本語吹替
- トントン - アニタ・ムイ（弥生みつき）
- サン - ミシェール・キング（田中敦子）
- チャット - マギー・チャン（岡本麻弥）
- カウ - アンソニー・ウォン（梁田清之）
- ロー刑事 - ダミアン・ラウ（田中正彦）
- 警察本部長 - チョン・プイ（宝亀克寿）
- 発明家 - ジェームズ・パックス（平田広明）

## スタッフ
- 監督：チン・シウトン、ジョニー・トー
- 脚本：サンディ・ショウ
- 音楽：ウィリアム・フー